# ウベアイス
ウベアイスクリーム（英語: Ube ice cream）は、ウベ（紅山芋・ダイジョ）を主な原料として作るフィリピン風のアイスクリーム。デザートのハロハロを作る時によく使用される。

## 歴史
鮮やかな紫色・やさしい甘さ・ナッツ風の風味により、ウベ・ハラヤなどに使われるフィリピンの名物デザートとなった。ウベがアイスクリームに使われた最古の記録は、1922年のレシピで、アメリカ占領中にアイスクリームがフィリピンに持ち込まれた時にソルベテスが生まれ、その新しい味付けとして、マンゴー、ピニピグ、メロンなどと共にアイスクリームに使われるようになった。このレシピでは、すりつぶしたウベ、ミルク、砂糖、砕いた氷が必要とされていた。当時のアイスクリームは、手動アイスクリームメーカーであるガラピンイェラ（garapinyera）を使って、手でかき混ぜて作っていた。
ウベアイスは、フィリピン国外でも人気を高めた。その理由としては、フィリピン移民がレストランで採用したこと（ハロハロに使用することが多い）、鮮やかな紫色、ソーシャルメディア上での写真の拡散などが挙げられる。

## ハロハロでの使用

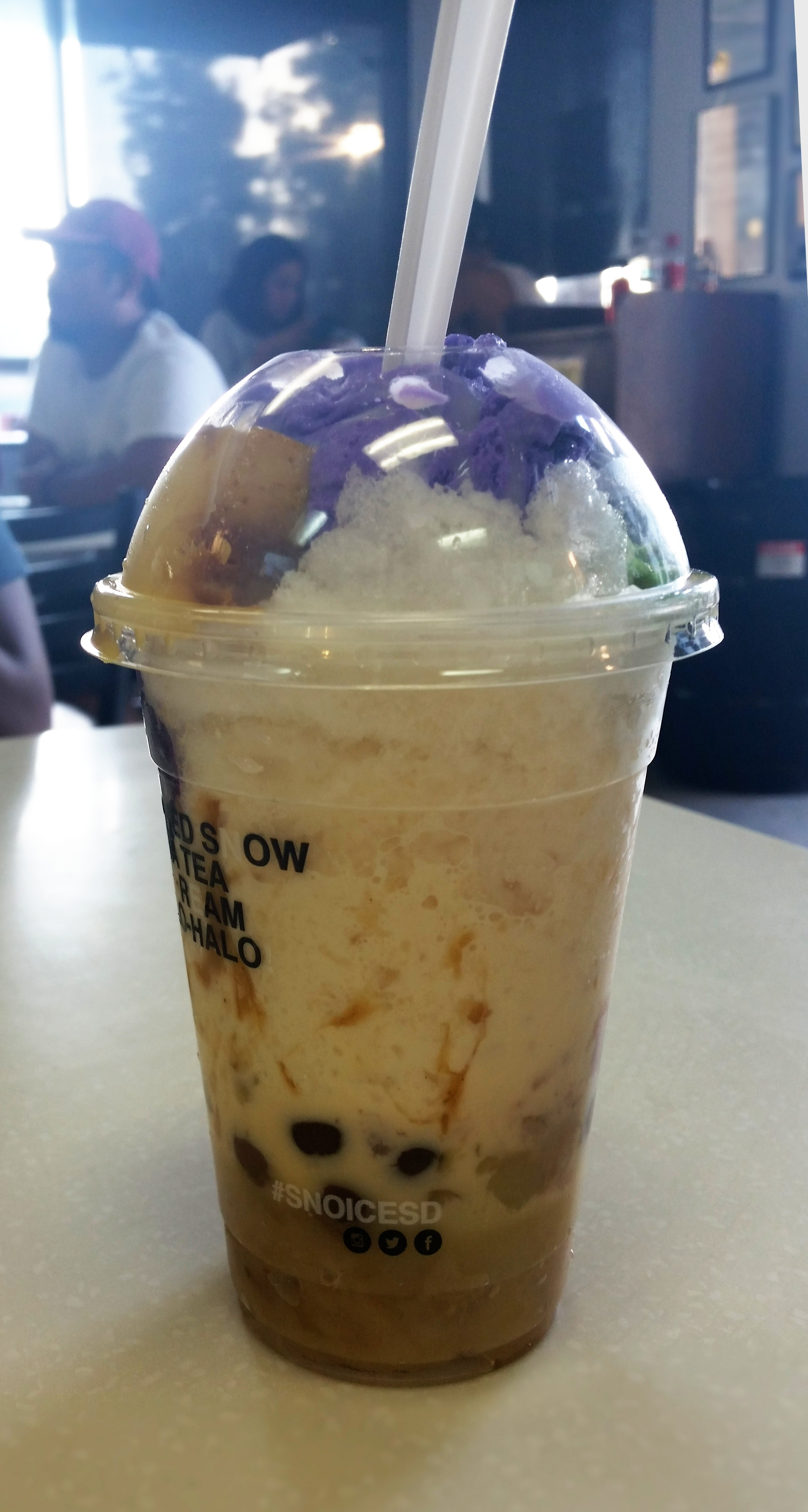
カリフォルニア州サンディエゴ郡で作られたハロハロ

フィリピンの人気デザートであるハロハロの材料として広く使用されている。ハロハロは様々な材料が混ぜられたもので、ココナッツ、サゴ、甘くした豆、ジャックフルーツやマンゴーなどの果物のスライス、レチェ・フラン（フィリピン風カスタードプリン）、ナタデココ、そして、ハラヤ（ペースト）状のウベなどが使われる。ウベは、その独特の風味と紫の色から、ハロハロに欠かせない材料だと考えられている。そのため、ウベアイスは、ウベ・ハラヤと共に、またはその代わりとして、使用される場合がある。また、無糖練乳がハロハロのもう1つの不可欠な材料の必須成分とされていることから、ウベアイスと併用すると、よりクリーミーな製法になる。